# Légouré
Légouré est une localité située dans le département de Kaya de la province du Sanmatenga dans la région Centre-Nord au Burkina Faso.

## Géographie
Légouré se trouve à environ 9 km au nord-ouest de Delga et à 30 km au nord-ouest de Kaya, le chef-lieu du département et de la région. Le village est traversé par la route nationale 15 reliant à Kaya à Kongoussi.

## Éducation et santé
Le centre de soins le plus proche de Légouré est le centre de santé et de promotion sociale (CSPS) de Delga tandis que le centre hospitalier régional (CHR) se trouve à Kaya.